# 제주과학고등학교
제주과학고등학교(濟州科學高等學校)는 대한민국 제주특별자치도 제주시 오라이동에 위치한 공립 과학고등학교이다.

## 학교 연혁
- 1998년 12월 30일 : 학교 설치 조례 공포
- 1999년 3월 1일 : 제1대 오만철 교장 취임
- 1999년 3월 2일 : 개교 및 제1회 입학(1학급 23명)
- 1999년 8월 2일 : 신축 교사 준공
- 2001년 2월 16일 : 제1기 수료(9명)
- 2002년 2월 8일 : 제1회 졸업식 및 제2기 수료식(12명 졸업, 10명 수료)
- 2016년 3월 2일 : 교육부요청 도지정 정책 연구학교(2년간) 운영
- 2019년 1월 8일 : 신축기숙사 입소
- 2024년 1월 18일 : 제23회 졸업(졸업 34명, 수료 1명, 총 졸업생 765명, 총 수료생 25명)
- 2024년 3월 1일 : 제14대 김창건 교장 취임
- 2024년 3월 4일 : 제26회 신입생 입학(41명)

## 설치 학과
- 과학과

## 참고 자료
- 제주과학고등학교 - 한국교육학술정보원 학교알리미